# Maritrema setoenensis
Maritrema setoenensis är en plattmaskart. Maritrema setoenensis ingår i släktet Maritrema och familjen Microphallidae. Inga underarter finns listade i Catalogue of Life.